# 格林教授
史提芬·保羅·曼德森（英語：Stephen Paul Manderson，1983年11月27日—），藝名格林教授（Professor Green），英國饒舌歌手。

## 生平
斯蒂芬出生在倫敦，他的父親彼得在2008年自殺，他在他朋友的家認識到饒舌，並深深愛上了它。他之後參加了LyricPad饒舌比賽並且勝出。之後被Mike Skinner賞識並跟斯蒂芬簽約。

## 職業生涯
斯蒂芬在2010年4月12日推出“活著，直到我死”（Alive Till I'm Dead），主打歌“I need you tonight”很快升上全英第三名和愛爾蘭第十五名，他的唱片也被認證為白金唱片。他之後在2010年7月11日跟莉莉·艾倫推出單曲“對綠色好一點”，馬上升上全英前五名。

## 唱片列表
专辑
- 2010年：活著，直到我死（Alive Till I'm Dead）
- 2011年：你的不便（At Your Inconvenience）
- 2014年：Growing Up In Public

單曲
- 2010年：對綠色好一點（Just Be Good to Green）

## 外部連結
- 官方网站
- 格林教授的Facebook專頁
- 格林教授的X（前Twitter）
- 格林教授的MySpace主頁